# Chilurkadadakatte, Honnali
Chilurkadadakatte là một làng thuộc tehsil Honnali, huyện Davanagere, bang Karnataka, Ấn Độ.